# .sa
.sa jest domeną internetową przypisaną dla stron internetowych z Arabii Saudyjskiej.